# The Lash
The Lash é um filme de drama produzido no Reino Unido, dirigido por Henry Edwards e lançado em 1934.